# Хаві Гарсія
Франсіско Хав'єр Гарсія (ісп. Francisco Javier García), більш відомий як Хаві Гарсія (ісп. Javi García, нар. 8 лютого 1987, Мурсія) — іспанський футболіст, опорний півзахисник клубу «Зеніт».
Вихованець клубу «Реал Мадрид», який також виступав, зокрема, за «Бенфіку», з якою став чемпіоном Португалії, та «Манчестер Сіті», а також національну збірну Іспанії.

## Клубна кар'єра
Будучи гравцем другої команди мадридського «Реала», Гарсія зіграв у сезоні 2004/05 три матчі Ла Ліги з першою командою, дебютувавши 28 листопада 2004 року у віці 17 років в матчі з «Леванте», в якому «Реал Мадрид» здобув перемогу з рахунком 5:0. Після цього він грав за другу команду «Реала» весь сезон 2005/06.
Літо 2006 року було дуже напруженим для Гарсії — він грав у більшості ігор «Реала» до початку сезону, але, незважаючи на це, в основному складі команди в сезоні 2006/07 не з'являвся.
У серпні 2007 Хаві Гарсія грав за основний склад «Реала», оскільки Рубен де ла Ред і Естебан Гранеро покинули клуб. Гарсія почав отримувати пропозиції від клубів Прем'єр-ліги, і від внутрішніх команд, таких як «Атлетіко Мадрид» та «Депортіво». 31 серпня він підписав контракт на чотири сезони з «Осасуною», яка заплатила за гравця 2,5 млн євро. Контракт Гарсії мав стаття викупу, що передбачала, що Хаві міг повернутися в «Реал Мадрид» в будь-який час за 4 млн євро. 29 квітня 2008 року «Осасуна» офіційно повідомила, що «вершкові» вирішили скористатися пунктом про покупку і гравець повернувся на «Сантьяго Бернабеу» перед початком сезону 2008-09. Вже в серпні того ж року допоміг королівському клубу виграти Суперкубок Іспанії, зігравши у першому матчі.
Проте закріпитись в складі «Реалу» Гарсія знову не зміг і 21 липня 2009 року уклав п'ятирічний контракт з португальською «Бенфікою», у складі якого провів наступні три роки своєї кар'єри гравця. Більшість часу, проведеного у складі «Бенфіки», був основним гравцем команди. За цей час додав до переліку своїх трофеїв титул чемпіона Португалії та три Кубка португальської ліги.
В останній день трансферного вікна 2012 року Хаві перебрався в «Манчестер Сіті». Англійський клуб заплатив за нього 16 мільйонів фунтів. У першому ж дебютному матчі за «містян» він зумів відзначитися, тим самим принісши «Манчестер Сіті» нічию в матчі проти «Сток Сіті» (1:1). Наразі встиг відіграти за команду з Манчестера 35 матчів в національному чемпіонаті.

## Виступи за збірні
2002 року дебютував у складі юнацької збірної Іспанії, взяв участь у 33 іграх на юнацькому рівні, відзначившись 7 забитими голами. 2006 року у її складі виграв Чемпіонат Європи з футболу серед юнаків до 19 років.
Протягом 2007–2009 років залучався до складу молодіжної збірної Іспанії. На молодіжному рівні зіграв у 14 офіційних матчах, забив 1 гол.
26 травня 2012 року дебютував в офіційних матчах у складі національної збірної Іспанії. Наразі провів у формі головної команди країни 2 матчі.

## Статистика виступів

### Статистика клубних виступів
| Сезон                      | Команда                    | Чемпіонат                  | Чемпіонат | Чемпіонат | Кубок | Кубок | Кубок | Єврокубки | Єврокубки | Єврокубки | Інші змагання | Інші змагання | Інші змагання | Усього | Усього |
| Сезон                      | Команда                    | Ліга                       | Ігор      | Голів     | Ліга  | Ігор  | Голів | Ліга      | Ігор      | Голів     | Ліга          | Ігор          | Голів         | Ігор   | Голів  |
| -------------------------- | -------------------------- | -------------------------- | --------- | --------- | ----- | ----- | ----- | --------- | --------- | --------- | ------------- | ------------- | ------------- | ------ | ------ |
| 2004-05                    | «Реал Мадрид»              | ПД                         | 3         | 0         | КІ    | 0     | 0     | ЛЧ        | 0         | 0         | —             | —             | —             | 3      | 0      |
| 2005-06                    | «Реал Мадрид»              | ПД                         | 0         | 0         | КІ    | 0     | 0     | ЛЧ        | 1         | 0         | —             | —             | —             | 1      | 0      |
| 2006-07                    | «Реал Мадрид»              | ПД                         | 0         | 0         | КІ    | 0     | 0     | ЛЧ        | 1         | 0         | —             | —             | —             | 1      | 0      |
| 2007-08                    | «Осасуна»                  | ПД                         | 25        | 2         | КІ    | 2     | 0     | —         | —         | —         | —             | —             | —             | 27     | 2      |
| 2008-09                    | «Реал Мадрид»              | ПД                         | 15        | 0         | КІ    | 2     | 0     | ЛЧ        | 3         | 0         | СІ            | 1             | 0             | 21     | 0      |
| Усього за «Реал Мадрид»    | Усього за «Реал Мадрид»    | Усього за «Реал Мадрид»    | 18        | 0         |       | 2     | 0     |           | 5         | 0         |               | 1             | 0             | 26     | 0      |
| 2009-10                    | «Бенфіка»                  | ПЛ                         | 26        | 3         | КП+КЛ | 2+4   | 0+0   | ЛЄ        | 14        | 1         | —             | —             | —             | 46     | 4      |
| 2010-11                    | «Бенфіка»                  | ПЛ                         | 24        | 2         | КП+КЛ | 4+4   | 1+4   | ЛЧ+ЛЄ     | 6+7       | 1+0       | СП            | 1             | 0             | 46     | 8      |
| 2011-12                    | «Бенфіка»                  | ПЛ                         | 22        | 1         | КП+КЛ | 1+4   | 0+0   | ЛЧ        | 12        | 1         | —             | —             | —             | 39     | 2      |
| 2012-13                    | «Бенфіка»                  | ПЛ                         | 2         | 0         | КП+КЛ | 0+0   | 0+0   | ЛЧ        | 0         | 0         | —             | —             | —             | 2      | 0      |
| Усього за «Бенфіку»        | Усього за «Бенфіку»        | Усього за «Бенфіку»        | 74        | 6         |       | 19    | 5     |           | 39        | 3         |               | 1             | 0             | 133    | 14     |
| 2012-13                    | «Манчестер Сіті»           | ПЛ                         | 24        | 2         | КА+КЛ | 4+0   | 0+0   | ЛЧ        | 5         | 0         | CS            | 0             | 0             | 33     | 2      |
| 2013-14                    | «Манчестер Сіті»           | ПЛ                         | 11        | 0         | КА+КЛ | 0+2   | 0+0   | ЛЧ        | 4         | 0         | —             | —             | —             | 17     | 0      |
| Усього за «Манчестер Сіті» | Усього за «Манчестер Сіті» | Усього за «Манчестер Сіті» | 35        | 2         |       | 5     | 0     |           | 8         | 0         |               | 0             | 0             | 50     | 2      |
| Усього за кар'єру          | Усього за кар'єру          | Усього за кар'єру          | 154       | 10        |       | 28    | 5     |           | 50        | 3         |               | 2             | 0             | 234    | 18     |

### Статистика виступів за збірну
| Дата       | Місто  | Господарі | Результат | Гості  | Турнір           | Голи | Примітки |
| ---------- | ------ | --------- | --------- | ------ | ---------------- | ---- | -------- |
| 26/05/2012 | Мадрид | Іспанія   | 2 – 0     | Сербія | товариський матч | -    |          |
| 10/09/2013 | Мадрид | Іспанія   | 2 – 2     | Чилі   | товариський матч | -    |          |
| Усього     |        | Матчів    | 2         |        | Голів            | 0    |          |

## Титули і досягнення
- Володар Суперкубка Іспанії (1):

«Реал Мадрид»: 2008
- Чемпіон Португалії (1):

«Бенфіка»: 2009-10
- Володар Кубка португальської ліги (3):

«Бенфіка»: 2009-10, 2010-11, 2011-12
- Чемпіон Англії (1):

«Манчестер Сіті»: 2013-14
- Володар Кубка Футбольної ліги (1):

«Манчестер Сіті»: 2013-14
- Чемпіон Росії (1):

«Зеніт»: 2014-15
- Володар Кубка Росії (1):

«Зеніт»: 2015-16
- Володар Суперкубка Росії (2):

«Зеніт»: 2015, 2016
- Чемпіон Європи (U-19): 2006